# Língua de sinais da Providência
A Língua de sinais da Providência (em Portugal: Língua gestual da Providência) é a língua de sinais usada pela comunidade surda na Ilha da Providência, nas Caraíbas, nas costas da Nicarágua, mas pertencendo à Colômbia. A Ilha tem cerca de 2500 pessoas, com elevado número de surdos.
Acredita-se que esta língua de sinais tenha emergido no final do século XIX ou início do século XX. Breves estudos sociológicos sugerem que os surdos da Ilha não estão atrasados no que se refere a áreas tais como o casamento, capacidade mental, emprego e integração social.